# Úri
Úri är en ort i Ungern.   Den ligger i provinsen Pest, i den centrala delen av landet, 40 km öster om huvudstaden Budapest. Úri ligger 155 meter över havet och antalet invånare är 2 718.
Terrängen runt Úri är platt, och sluttar österut. Runt Úri är det ganska tätbefolkat, med 70 invånare per kvadratkilometer. Närmaste större samhälle är Sülysáp, 4,2 km norr om Úri. Trakten runt Úri består till största delen av jordbruksmark.